# RhB Ge 4/4 I (601-610)
De Ge 4/4 I is een elektrische locomotief van de Rhätische Bahn (RhB).

## Geschiedenis
Deze locomotieven werden in de jaren veertig door Schweizerische Lokomotiv- und Maschinenfabrik (SLM), Brown, Boveri & Cie (BBC) en Maschinenfabrik Oerlikon (MFO) ontwikkeld en gebouwd voor de Rhätische Bahn (RhB) als Ge 4/4 I.

## Constructie en techniek
De locomotief is opgebouwd op een stalen frame. In de draaistellen zijn twee elektromotoren gemonteerd die met tandwielen ieder een as aandrijven.

### Nummers
De Rhätische Bahn (RhB) hebben de volgende namen op de locomotieven geplaatst:
| Lijst van de Ge 4/4 I |           |                           |
| Nummer                | Naam      | Opmerkingen               |
| 601                   | Albula    | gesloopt in november 2010 |
| 602                   | Bernina   | uitgeleend                |
| 603                   | Badus     | uitgeleend                |
| 604                   | Calanda   | gesloopt in maart 2011    |
| 605                   | Silvretta |                           |
| 606                   | Kesch     | gesloopt in april 2011    |
| 607                   | Surselva  | gesloopt in maart 2011    |
| 608                   | Madrisa   | gesloopt in maart 2011    |
| 609                   | Linard    | gesloopt in mei 2011      |
| 610                   | Viamala   |                           |

### Ombouw
De locomotieven werden in de periode 1986-1991 omgebouwd. Hierbij werd de cabine gemoderniseerd. Ook kreeg het front een moderner aanzien. De locomotieven werden van stuurstroom aansluitingen voorzien. In 1997 werd de eenheidspantograaf vervangen door een eenbeens pantograaf.

## Treindiensten
De locomotieven worden door de Rhätische Bahn (RhB) samen met onder meer de Bernina-Express Panorama rijtuigen en de Glacier Express Panorama rijtuigen ingezet op het traject:
- Chur - St. Moritz / Pontresina
- Chur - Disentis/Mustér

## Foto's

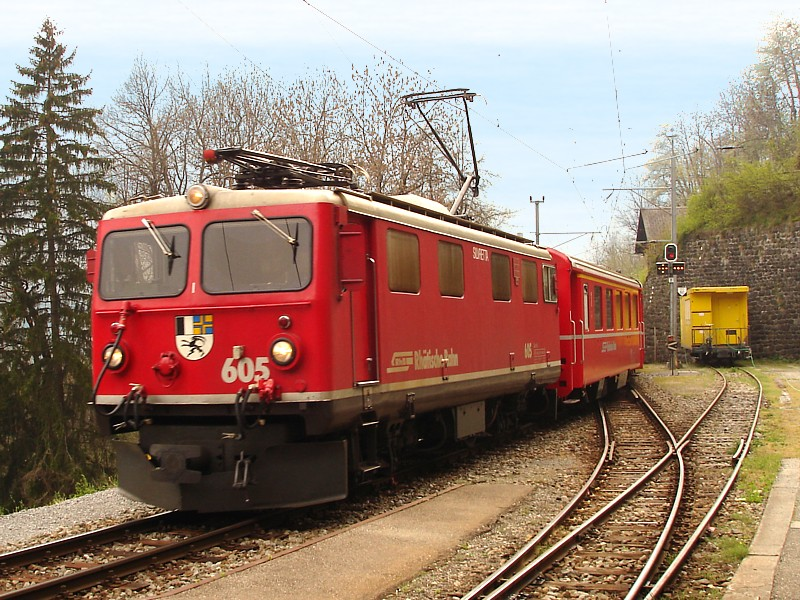
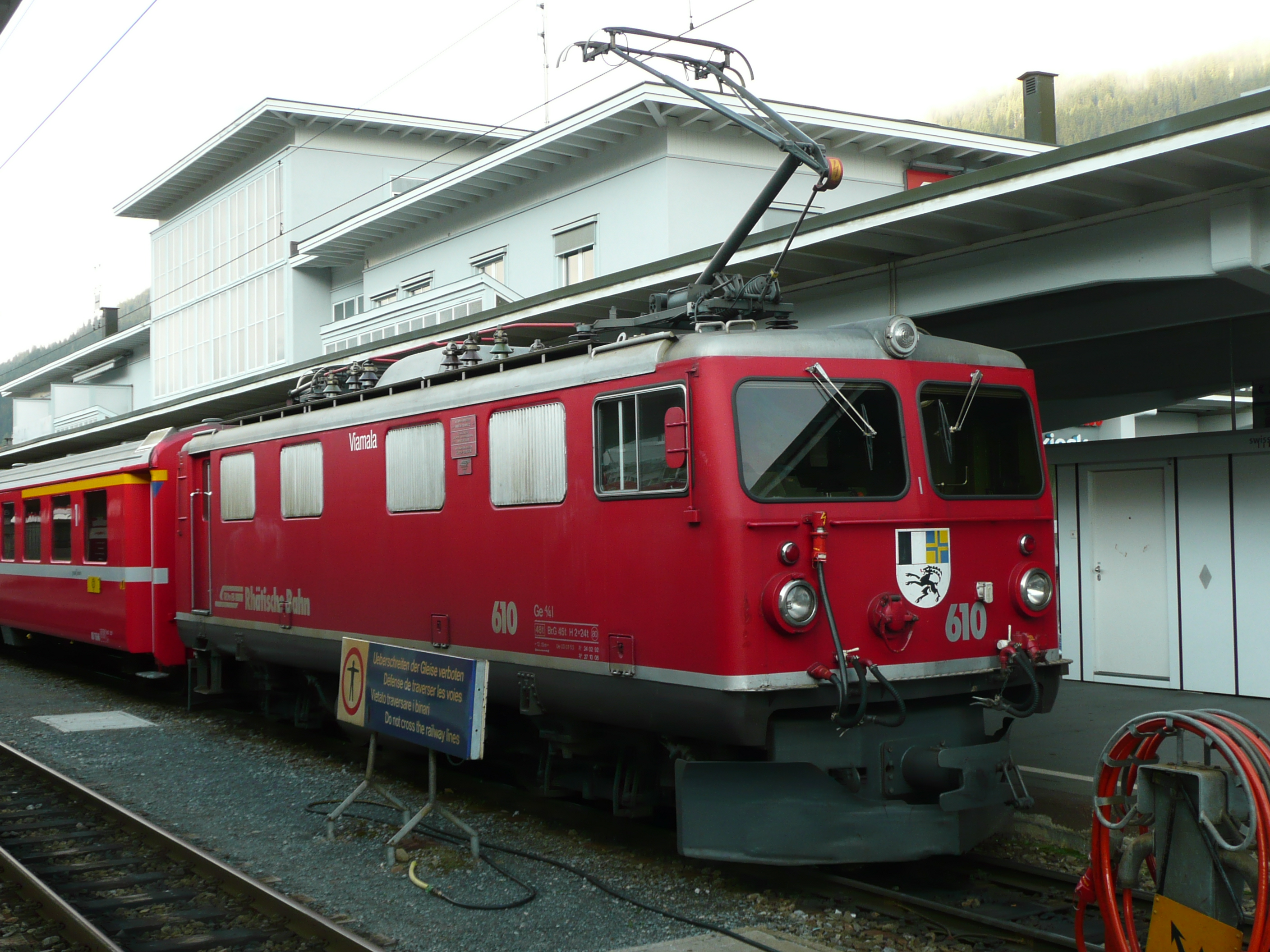